# Сенька-африканец
«Сенька-африканец» (также известен под названием «Крокодил Крокодилович») — советский немой мультипликационный фильм с элементами живой съёмки 1927 года, выпущенный на экраны в 1928 году. Первый советский мультфильм для детской аудитории. Мультфильм находится в общественном достоянии.
Небольшой отрывок был использован в мультфильме 1983 года «Юбилей», снятом к 100-летию мультипликации.

## Сюжет
По мотивам сказки Корнея Чуковского «Крокодил».
Пионер Сеня после похода в зоопарк зачитывается книжкой про Африку и засыпает. Во сне Крокодил Крокодилович из книжки оживает, и просит Сеню доставить его на его родину, в Африку. Сеня, отправившись с Крокодилом на воздушном шаре к его семье, идёт гулять по Африке. Пережив приключения с африканскими зверями, он попадает во дворец злого негра-людоеда, короля Сам-Би-Тея (не путать с Бармалеем). Тот собирается съесть Сеньку, о чём объявляет по радио. Но Крокодил, услышав об этом, спасает его из рук людоеда и отвозит его домой на самолёте. Однако тот разбивается о купол Храма Христа Спасителя, и Сеня, упав со стула, просыпается. Убедившись, что это был сон, он идёт гулять со своими друзьями.